# Estação Ferroviária de Setúbal
A estação ferroviária de Setúbal (nome anteriormente grafado como "Setubal") é uma gare da Linha do Sul, que serve a cidade de Setúbal, em Portugal. Foi inaugurada em 21 de Fevereiro de 1861.

## Descrição

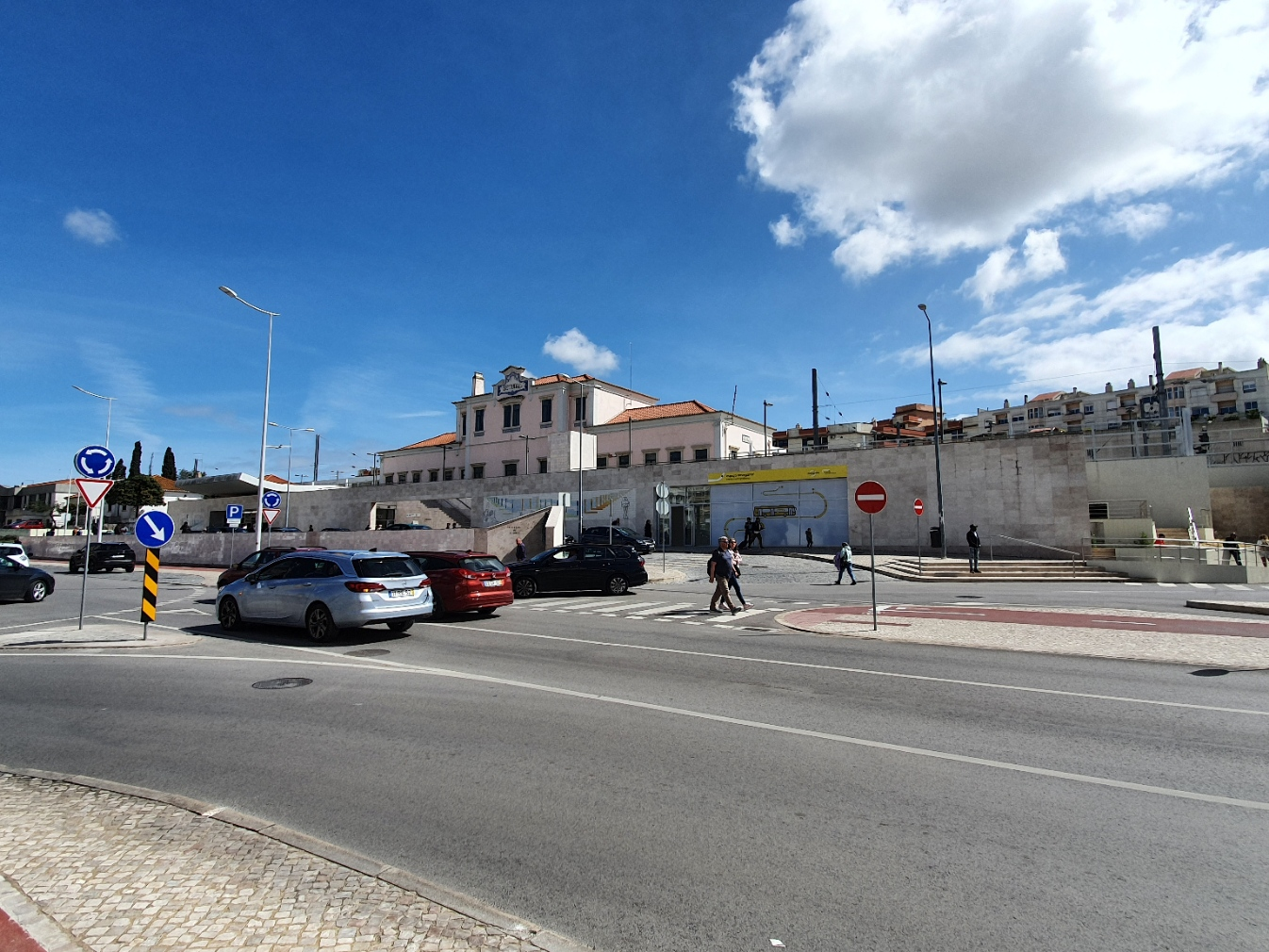
Acesso poente da estação e arruamento fronteiro (Praça do Brasil).

### Localização e acessos
Esta interface situa-se na cidade de Setúbal, tendo acesso pela Estrada dos Ciprestes e pela Praça do Brasil.
A Carris Metropolitana opera, desde 2022, 46 linhas de autocarro regulares, ligando a estação a toda a Península de Setúbal.

### Infraestrutura
Esta interface apresenta quatro vias de circulação, numeradas de I e IV, com comprimentos entre 232 e 403 m e acessíveis por plataformas com comprimentos entre 323 e 221 m e 90 cm de altura; existe ainda uma via secundária, identificada como G1, com comprimento de 30 m; todas estas vias estão eletrificadas em toda a sua extensão. Esta configuração apresenta-se algo reduzida em comparação com a de décadas anteriores.
No local desta interface há um limiar de tipologia ferroviária no que respeita ao tipo de via, que é dupla troço Setúbal - Pinhal Novo e única no troço Águas de Moura - Setúbal, e também aos patamares de velocidade mais elevados (sic), que é de 160-220 km/h no troço Setúbal - Pinhal Novo e 120-160 km/h no troço Águas de Moura - Setúbal.

### Serviços
Esta estação é utilizada por serviços urbanos da Linha do Sado, assegurados pela operadora Comboios de Portugal, e também pelos serviços da operadora Fertagus.

## História

### Século XIX

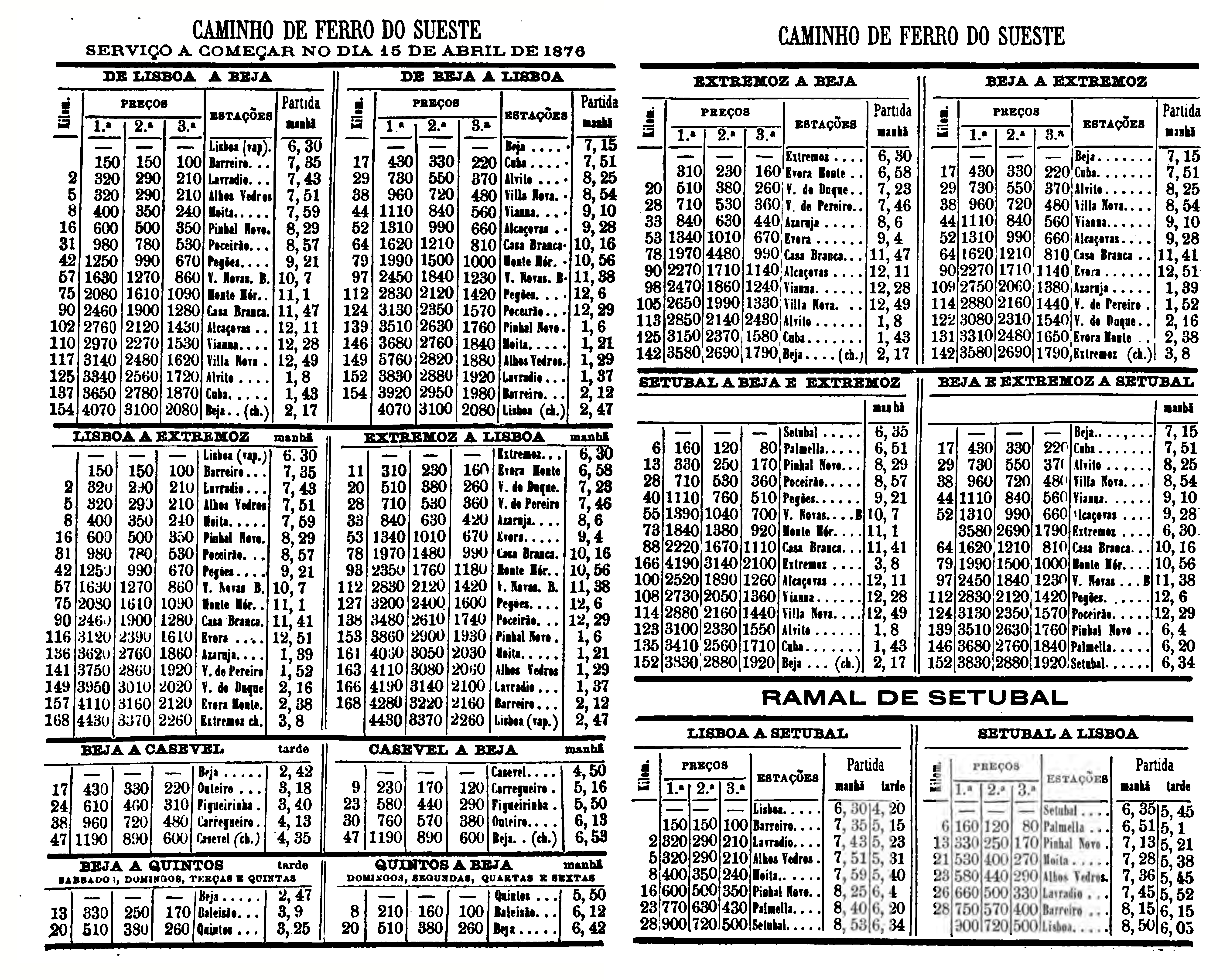
Neste horário de 1876, a gare aparece com o nome primitivo, Setubal

Uma lei de 7 de Agosto de 1854 autorizou a Companhia Nacional dos Caminhos de Ferro ao Sul do Tejo foi autorizada a construir um caminho de ferro de Aldeia Galega a Vendas Novas, com um ramal para Setúbal. O ponto inicial foi alterado em 26 de Agosto desse ano para o Barreiro, tendo o troço até Vendas Novas sido aberto à exploração em 1 de Fevereiro de 1861, incluindo desde logo o Ramal de Setúbal, desde o Pinhal Novo até à cidade de Setúbal. Originalmente, foi construída utilizando uma bitola de 1,44 metros.
De forma a evitar uma custosa passagem pelo interior da cidade, a estação foi instalada na periferia, o que gerou vários problemas de acesso para o transporte de mercadorias, especialmente de peixe, que tinha de ser transportado desde a margem do Rio Sado em carroças. Durante a segunda metade do século, a Rua de São João, posteriormente denominada Avenida Manuel Maria Portela, afirmou-se como a principal ligação da cidade de Setúbal à gare ferroviária. Além da cidade em si, a estação também servia a praia de Setúbal.
Em 7 de Agosto de 1861, o Caminho de Ferro do Sul e o seu Ramal para Setúbal foram tomados pelo estado quando a Companhia ao Sul do Tejo foi nacionalizada, tendo as linhas ficado sob a gestão estatal até 21 Abril de 1864, data em que foram entregues à Companhia dos Caminhos de Ferro do Sueste, que devia alargar as vias para bitola ibérica, que aquela empresa já tinha utilizado nas suas linhas, de Vendas Novas até Évora e Beja. A Companhia, por seu turno, acabou por ser também nacionalizada em 13 de Março de 1869, após vários anos de conflitos com o estado.

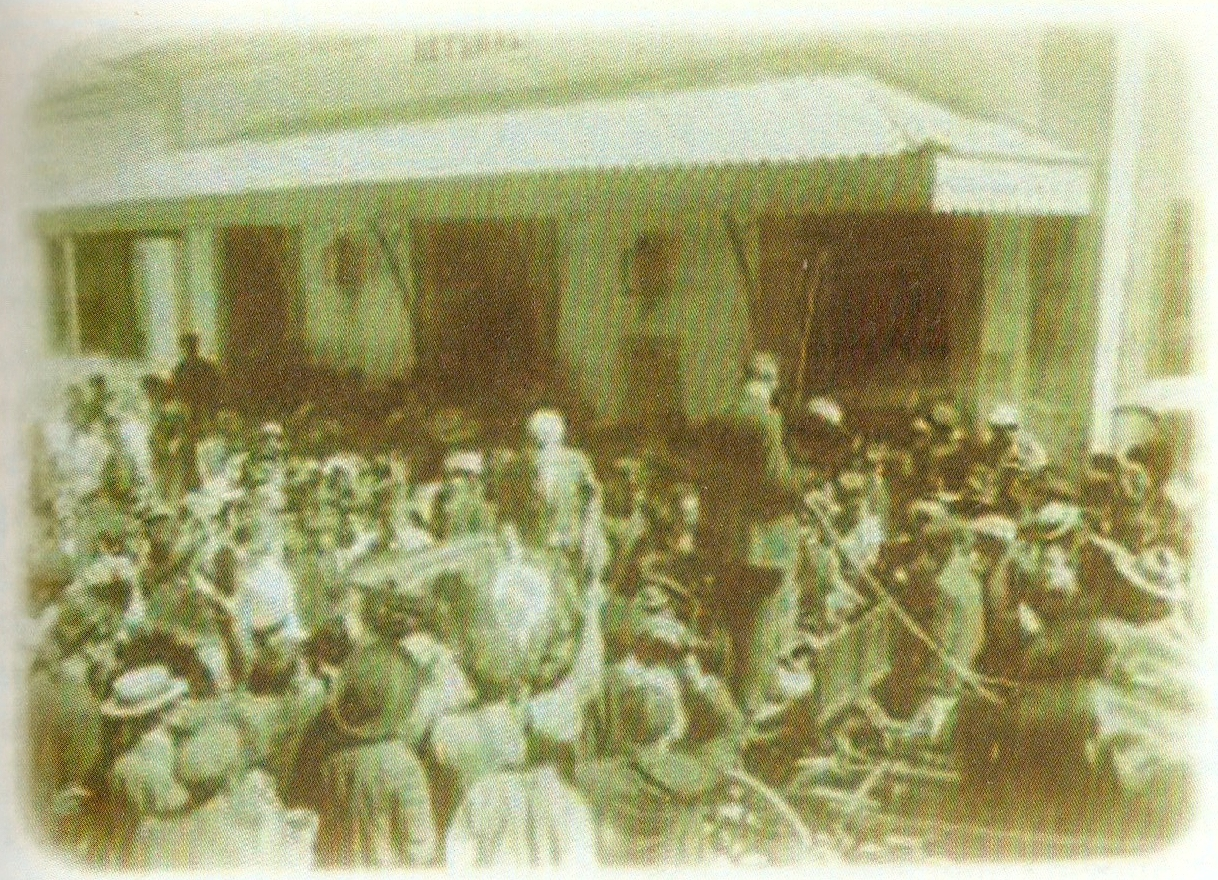
Bilhete-postal com a chegada de Bernardino Machado à Estação de Setúbal, para a inauguração do Albergue Nocturno, em 1911.

### Século XX

#### Prolongamento da Linha do Sul
Já quando se contratou a exploração da rede ao Sul do Tejo à Companhia do Sueste, em 1864, estava previsto o prolongamento do Ramal de Setúbal até à margem do Rio Sado, onde deveria ser construída uma nova estação. Este empreendimento voltou a surgir numa lei de 29 de Março de 1883, já durante a gestão do estado, e em finais de 1897 estava a ser projectado. Uma das bases da Lei de 14 de Julho de 1899 incluiu o ramal como um dos projectos preferenciais para receber os recursos financeiros do Fundo Especial de Caminhos de Ferro. Nesta altura, já estava em elaboração o Plano da Rede ao Sul do Tejo, no qual estava incluída a Linha do Sado; este caminho de ferro devia iniciar-se em Garvão, na Linha do Sul, e terminar na estação de Setúbal, estabelecendo desta forma a ligação directa entre a Margem Sul do Tejo e o Algarve. No entanto, a transição do Esteiro da Marateca oferecia dificuldades tais que se chegou a ponderar a ligação directa ao Pinhal Novo em vez da passagem por Setúbal. Quando o Plano da Rede foi decretado, em 27 de Novembro de 1902, determinou-se que deviam ser feitos estudos para escolher qual dos dois pontos, Setúbal ou Pinhal Novo, seria o melhor para iniciar a Linha do Sul. Entretanto, a Câmara Municipal de Setúbal já tinha sido autorizada pelo ministro Mariano de Carvalho a criar novas taxas, de forma a financiar vários melhoramentos na cidade, incluindo o ramal até à margem do rio.
Foram feitos vários estudos para o novo ramal, mas depressa se chegou à conclusão que prolongar o caminho de ferro seria uma tarefa muito complicada, devido ao desenvolvimento urbano entre a estação e a margem do rio; para tentar evitar este problema, foi sugerido um traçado que saía do Ramal de Setúbal antes de chegar ao terminal, seguindo depois até à margem do Rio, onde teria seria construída a nova estação. Esta proposta foi rejeitada, devido ao facto de deixar ao abandono a antiga estação, que já se tinha afirmado como um importante pólo urbano, e à sua passagem pelo centro da cidade. Com efeito, em meados de 1903 um grupo de cidadãos de Setúbal publicou um manifesto, no qual criticou a directriz pelo centro da cidade, e defendeu que a linha devia passar pelos arredores de Setúbal, com um apeadeiro nas Fontainhas.
Em 1901, já se planeava que o ramal teria o seu início nas agulhas à entrada da estação, passaria por um poço construído recentemente no Bairro Baptista, atravessaria a estrada e depois a Quinta de Tebaida, passaria em trincheira até junto ao Baluarte do Cemitério dos Ingleses, teria um túnel até à Rua do Quebra Costas, junto às Fontainhas, e finalmente seguiria até ao local de desembarque na margem do rio. Um traçado semelhante foi aplicado pelo engenheiro Augusto César Justino Teixeira no seu projecto, que fez o ramal sair da estação pelo lado Sul, passando pela Praça do Quebedo, atravessando um túnel e cruzando a Avenida Luísa Todi antes de chegar à margem do Rio, onde teria uma estação fluvial. Este projecto, datado de 30 de Abril de 1903, foi aprovado em 6 de Julho de 1903, constituindo o primeiro troço da Linha do Sado.
O troço seguinte, até Setúbal - Mar, foi construído em 1907, mas a ligação entre Setúbal e Alcácer do Sal só entrou oficialmente ao serviço em 25 de Maio de 1920.

#### Década de 1910
Em 1913, existiam serviços de diligências entre a estação e a cidade de Setúbal, e de automóveis desde a estação até Águas de Moura, Palma, Alberge, Alcácer do Sal, Grândola, Santa Margarida do Sado, São Francisco da Serra e Santiago do Cacém.

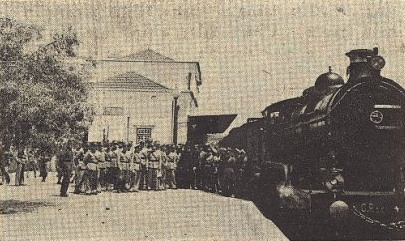
Comboio do Regimento de Sapadores dos Caminhos de Ferro, na estação de Setúbal, em 26 de Maio de 1939

#### Décadas de 1920 e 1930
Em 11 de Maio de 1927, a operadora Caminhos de Ferro do Estado foi integrada na Companhia dos Caminhos de Ferro Portugueses, que passou a explorar a rede ferroviária do Sul e Sueste. Em Abril de 1929, foi noticiado que a Companhia tinha um projecto para duplicar os troços entre o Barreiro e Setúbal. Em 1932, aquela empresa realizou obras de melhoramento na toma de água, e em 1934 construiu um muro de suporte e instalou uma electro-bomba.
Em 21 de Junho de 1934, foi inaugurado o troço até Santiago do Cacém da Linha de Sines, tendo sido organizado um comboio especial, que passou pela Estação Ferroviária de Setúbal, onde foi recebido pelos oficiais de Infantaria 11, comandados pelo tenente-coronel Marcus Escrivanis, o comandante da Polícia de Segurança Pública, e uma secção da Acção Escolar Vanguarda, que embarcou no comboio. Também entraram alguns membros da Câmara Municipal, o reitor do Liceu, António Manuel Gamito, e os delegados da Junta Geral do Distrito. Nesse ano, a C.P. construiu um reservatório em betão na estação de Setúbal.
Em 26 de Maio de 1939, o Regimento de Sapadores de Caminhos de Ferro organizou um comboio especial do Barreiro a Setúbal, por ocasião do final do curso de várias especialidades ligadas ao transporte ferroviário.

#### Décadas de 1960 e 1970
Em 16 de Agosto de 1968, a Gazeta dos Caminhos de Ferro noticiou que a Companhia dos Caminhos de Ferro Portugueses estava a preparar um contrato para a renovação integral de vários troços, incluindo os do Barreiro a Faro, via Setúbal. Em 1972, Setúbal recebia azeite em embalagens de Olhão, Luz de Tavira, Conceição, Cacela e da Fuseta, e farinha e óleo de peixe de Olhão.

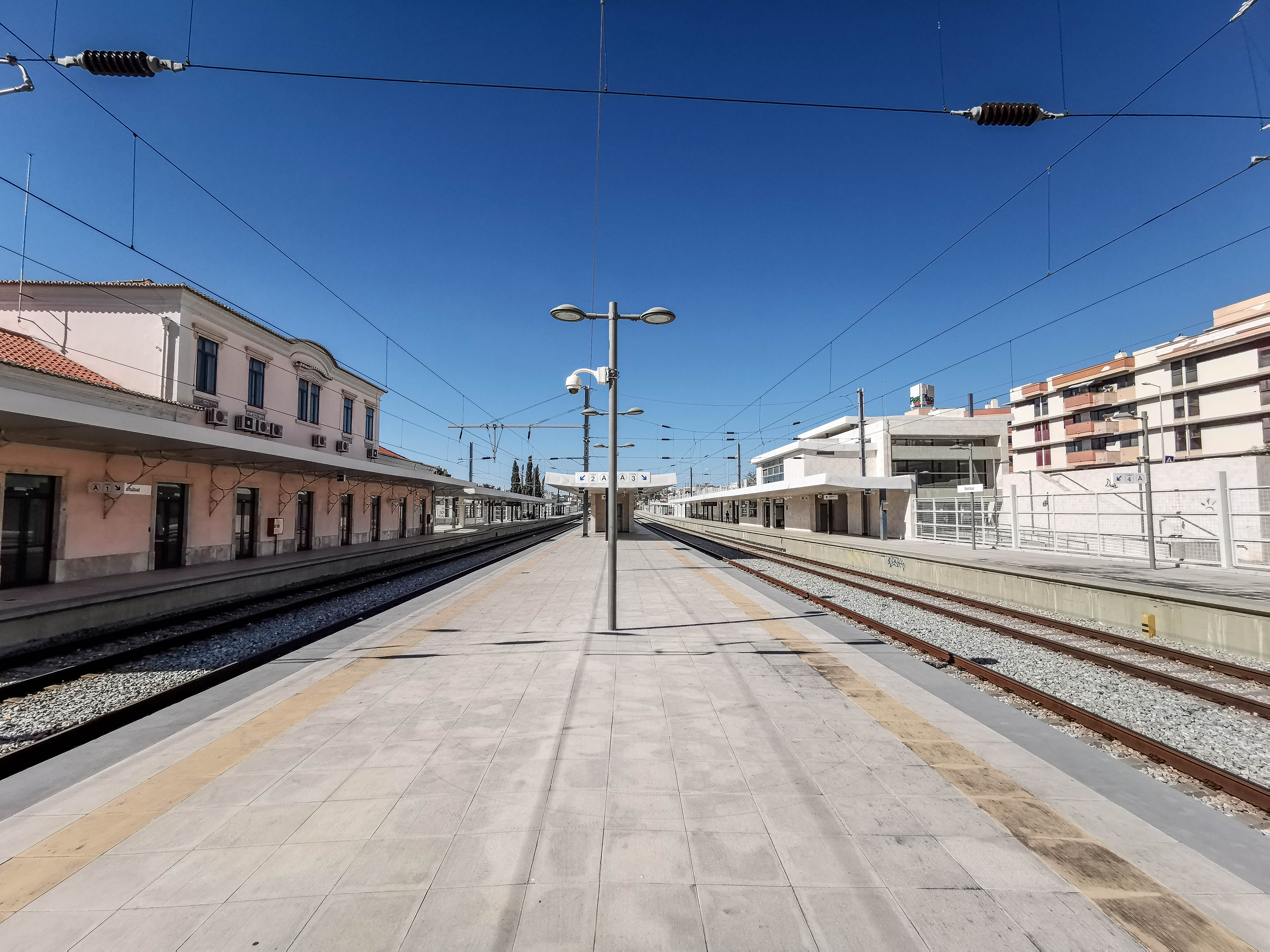
Plataformas da estação de Setúbal.

### Modernização
Em 1990, foi aberto o concurso para o Sistema Integrado de Sinalização do Sul (SISSUL), que tinha como objectivo modernizar a sinalização nas linhas que integravam o chamado Itinerário do Carvão, de Ermidas Sado até à Central Termoeléctrica do Pego, passando por Setúbal; neste projecto, também estava incluída a construção de dois centros de telecomando (controlo centralizado de tráfego), sendo um deles em Setúbal, que devia cobrir toda a área a Sul de Bombel.
Em Janeiro de 2011, possuía quatro vias de circulação, com 451, 387, 339 e 317 m de comprimento; as quatro plataformas tinham 326 e 305 m de comprimento, e 70 e 40 cm de altura — valores mais tarde alterados para os atuais.

## Ver também

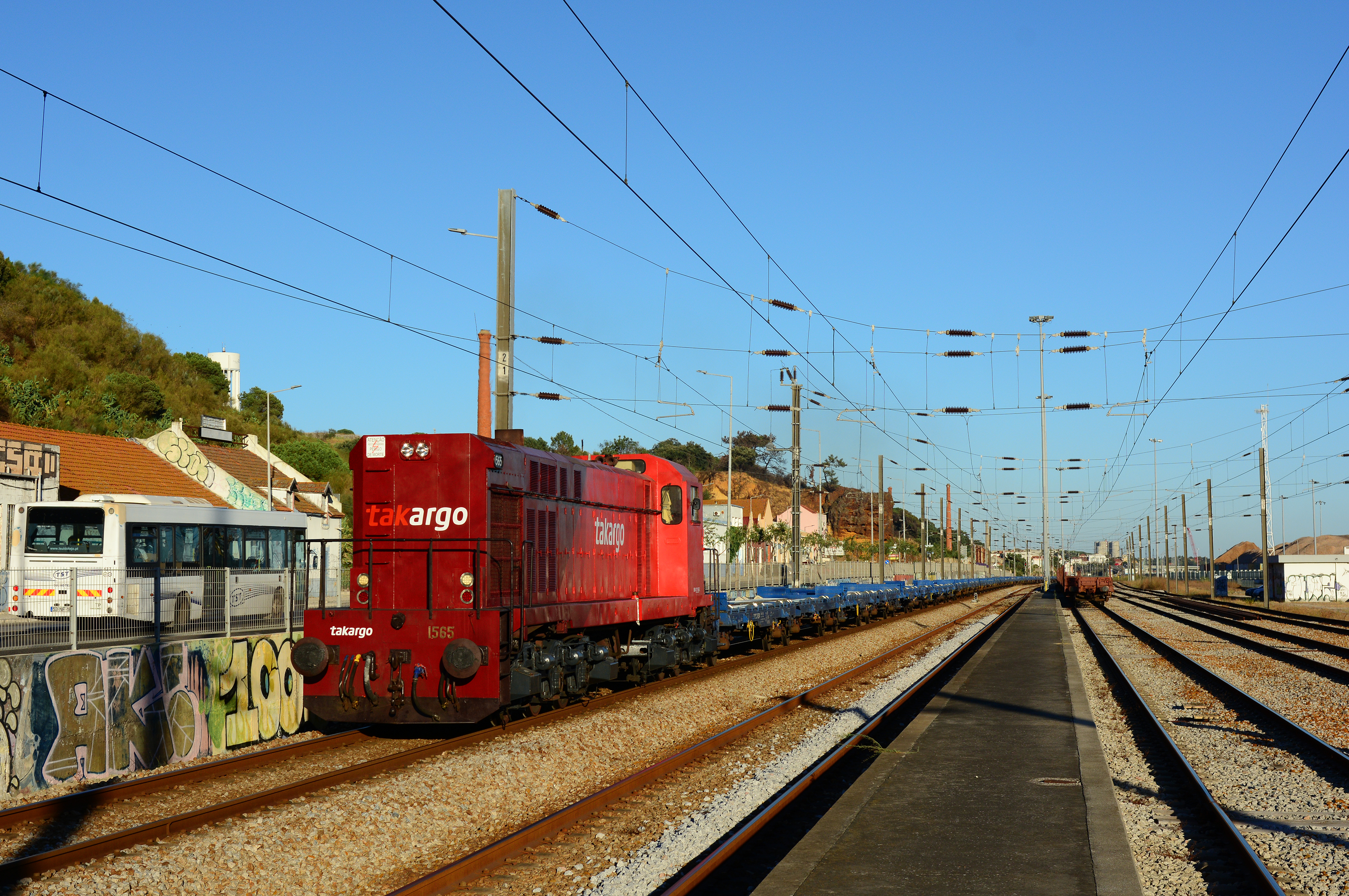
Comboio de mercadorias passando em Setúbal em 2020.